# Demag Cranes AG
Demag Cranes AG (Xetra: D9CGn) — немецкая компания, производитель промышленных и портовых подъёмных кранов.

## История компании[1]
В 1819 году предшественница современной компании «Demag Cranes & Components GmbH» основана под названием «Mechanische Werkstätten Harkort & Co.» в Веттере.
В 1906 году предшественница современной компании «Gottwald Port Technology GmbH» основана под названием «Maschinenfabrik Ernst Halbach AG» в Дюссельдорфе.
В 1988 году компанию «Leo Gottwald KG» приобретает немецкий промышленный конгломерат «Mannesmann AG» и интегрирует в состав компании «Mannesmann Demag AG».
В 1992 году в ходе реструктуризации «Mannesmann Demag Group» была выделена компания «Mannesmann Demag Fördertechnik AG» с штаб-квартирой в Веттере.
В 1996 году «Mannesmann Demag Fördertechnik AG» приобрело расположенное в Дуйсбурге подразделение по выпуску мобильных кранов у «Mannesmann Demag AG».
В 1997 году «Mannesmann Demag Fördertechnik AG» меняет название на «Mannesmann Dematic AG».
В 2000 году «Mannesmann Dematic» становится частью компании «Atecs Mannesmann AG». Позднее происходит выделение компании «Demag Cranes & Components GmbH». В рамках сделки по приобретению «Mannesmann AG» британским телекоммуникационным оператором «Vodafone», пул инвесторов, в который входят «Siemens AG» и «Robert Bosch GmbH», выкупает «Atecs Mannesmann». Инженерно-машиностроительное подразделение «Atecs Mannesmann AG», в которое на тот момент входит «Demag Cranes», становится собственностью «Siemens».
В 2002 году «Demag Cranes & Components GmbH» и «Gottwald Port Technology GmbH» были приобретены компанией «Demag Holding S.à r.l.» (Люксембург), главными акционерами которой являлись частный инвестиционный фонд «KKR» (81 % акций) и «Siemens AG» (19 % акций).
В 2006 году была произведена консолидация активов компаний «Demag Cranes & Components GmbH» и «Gottwald Port Technology GmbH» в группу «Demag Cranes AG» и 23 июня 2006 года было произведено IPO. Холдинг «Demag Holding S.à.r.l.» был расформирован.

## Современное положение
Компания работает в трёх направлениях:
- Промышленные краны (подразделение «Demag Cranes & Components GmbH»)
- Подъёмные краны («Gottwald Port Technology GmbH»)
- Услуги